# Ерофеева, Людмила Васильевна
Людми́ла Васи́льевна Ерофе́ева (рум. Ludmila Erofeeva; 1937, Калинин — 2003, Кишинёв) — молдавская, советская оперная певица (лирико-колоратурное сопрано). Народная артистка СССР (1976).

## Биография
Людмила Ерофеева родилась 13 сентября 1937 года в Калинине (ныне Тверь, Россия).
В 1951 году окончила Калининскую детскую музыкальную школу им. М. Мусоргского, в 1955 — Калининское музыкально-педагогическое училище (ныне Тверской педагогический колледж), в 1960 — Государственный музыкально-педагогический институт им. Гнесиных (Москва) (ныне Российская академия музыки имени Гнесиных) (класс пения Н. А. Вербовой).
С 1960 года — солистка Молдавского театра оперы и балета (ныне Национальный театр оперы и балета Республики Молдова им. М. Биешу) в Кишинёве.
Гастролировала по городам СССР и за рубежом: Великобритания, Египет, Болгария и другие страны.
В 1980-е годы участвовала в постановках опер «Дуэнья» С. Прокофьева и «Маркитантка» С. Кортеса.
Выступала в концертах. Богат и разнообразен её камерный репертуар. Не раз обращалась певица к произведениям русской музыки, исполняя арии из опер Н. Римского-Корсакова («Садко», «Снегурочка», «Сказка о царе Салтане», «Золотой петушок») и М. Мусоргского («Сорочинская ярмарка»).
Член КПСС с 1967 года.
Умерла 11 марта 2003 года в Кишинёве. Похоронена на Центральном (Армянском) кладбище.

## Награды и звания
- Заслуженный артист Молдавской ССР (1963)
- Народная артистка Молдавской ССР (1967)
- Народная артистка СССР (1976)
- Орден «Трудовая слава» (Молдавия, 1997)[2]
- Орден «Знак Почёта»
- Медали.

## Партии
- «Трубадур» Дж. Верди — Леонора
- «Царская невеста» Н. Римского-Корсакова — Марфа
- «Севильский цирюльник» Дж. Россини — Розина
- «Травиата» Дж. Верди — Виолетта
- «Отелло» Дж. Верди — Дездемона
- «Фауст» Ш. Гуно — Маргарита
- «Риголетто» Дж. Верди — Джильда
- «Богема» Дж. Пуччини — Мюзетта
- «Кармен» Ж. Бизе — Микаэла и Фраскита
- «Искатели жемчуга» Ж. Бизе — Лейла
- «Зори здесь тихие» К. Молчанова — Гурвич
- «Летучая мышь» И. Штрауса — Адель
- «Иоланта» П. Чайковского — Иоланта
- «Цыганский барон» И. Штрауса — Арсена
- «Турандот» Дж. Пуччини — Лю и Турандот